# Anna (cortometraje)
Anna (en ucraniano: Анна) es un cortometraje de acción real dirigido por el cineasta israelí residente en Londres Dekel Berenson. Con una duración de quince minutos, aborda problemas sociales y humanitarios del mundo real al representar los "Love Tours" organizados en Ucrania para hombres extranjeros que buscan una pareja femenina con la cual regresar a su país. Se estrenó en competencia en el 72.º Festival de Cine de Cannes, ganó un BIFA, fue preseleccionada para un BAFTA y fue nominada tanto para los Premios de la Academia de Cine de Israel como para los Premios de la Academia de Cine de Ucrania.

## Sinopsis
Anna, una madre soltera de mediana edad  viviendo en el este de Ucrania devastado por la guerra, está desesperada por un cambio. Mientras trabaja en una planta procesadora de carne, escucha un anuncio de radio para asistir a una fiesta organizada para hombres extranjeros que recorren el país en busca del amor. Una vez allí, junto con su hija, Anna se enfrenta a las realidades de la vejez y comprende las verdaderas intenciones de los hombres. Ambas se dan cuenta de lo absurdo y la indignidad de la situación.

## Reparto
- Svetlana Alekseevna Barandich como Anna
- Anastasia Vyazovskaya como Alina
- Alina Chornogub como traductora
- Liana Kobelia como organizadora de la fiesta.

## Recepción
Obtuvo numerosos premios, fue proyectada en unos 350 festivales y seleccionada más de 160 veces.

### Premios y nominaciones
| Año  | Premios                                         | Categoría                              | Resultado       |
| ---- | ----------------------------------------------- | -------------------------------------- | --------------- |
| 2020 | BAFTA                                           | Cortometraje Británico                 | Preseleccionado |
| 2020 | Premios de la Academia de Cine de Israel        | Mejor Cortometraje                     | Nominado        |
| 2019 | Premios del Cine Independiente Británico (BIFA) | Mejor Cortometraje Británico           | Ganador         |
| 2019 | Festival de cortometrajes de DC                 | Mejor Película Narrativa Internacional | Ganador         |
| 2019 | 72.º Festival de Cine de Cannes                 | Palma de Oro - Mejor Cortometraje      | Nominado        |